# Campionato nordamericano di calcio 1947
Il Campionato nordamericano di calcio 1947 (NAFC Championship 1947) fu la prima competizione calcistica per nazione organizzata dalla NAFC. La competizione si svolse a Cuba dal 13 luglio al 20 luglio 1947 e vide la partecipazione di tre squadre: Cuba, Messico e Stati Uniti.
Piuttosto che formare una squadra per la competizione, la federazione statunitense scelse di mandare il Ponta Delgada S.C. (una squadra di club del Massachusetts) per rappresentare la nazionale.
La NAFC organizzò questa competizione nel 1947 e nel 1949. Altre due edizioni furono organizzate dalla NAFU (confederazione regionale della CONCACAF) nel 1990 e nel 1991 (North American Nations Cup). Il Canada non partecipò alle prime due edizioni nonostante fosse stato membro fondatore della NAFC.

## Formula
- Qualificazioni

Nessuna fase di qualificazione. Le squadre sono qualificate direttamente alla fase finale.
- Fase finale

Girone unico - 3 squadre: giocano partite di sola andata. La prima classificata si laurea campione NAFC.

## Stadi
| L'Avana                     |
| --------------------------- |
| Estadio Cervecería Tropical |
| Capienza: 30.000            |
|                             |
| L'Avana                     |

## Squadre partecipanti
| Pr. | Squadra     | Data di qualificazione certa | Partecipante in quanto | Partecipazioni precedenti al torneo | Ultima presenza |
| --- | ----------- | ---------------------------- | ---------------------- | ----------------------------------- | --------------- |
| 1   | Cuba        | -                            | Qualificata di diritto | -                                   | Esordiente      |
| 2   | Messico     | -                            | Qualificata di diritto | -                                   | Esordiente      |
| 3   | Stati Uniti | -                            | Qualificata di diritto | -                                   | Esordiente      |

Nella sezione "partecipazioni precedenti al torneo", le date in grassetto indicano che la nazione ha vinto quella edizione del torneo, mentre le date in corsivo indicano la nazione ospitante.

## Fase finale

### Girone unico

#### Classifica
| Pos | Squadra     | P.ti | G | V | N | P | GF | GS | DR |
| --- | ----------- | ---- | - | - | - | - | -- | -- | -- |
| 1   | Messico     | 4    | 2 | 2 | 0 | 0 | 8  | 1  | +7 |
| 2   | Cuba        | 2    | 2 | 1 | 0 | 1 | 6  | 5  | +1 |
| 3   | Stati Uniti | 0    | 2 | 0 | 0 | 2 | 2  | 10 | -8 |

#### Risultati
| Arbitro: | José Tapia |

|                                      |           |  |
| López 3’ 35’ 85’ Segura 53’ Ruíz 78’ | Marcatori |  |

| Arbitro: | Sam Galin |

|            |           |                                  |
| Brioso 42’ | Marcatori | 30’ Septién 53’ Segura 83’ López |

| Arbitro: | Tejada |

|                                                       |           |                         |
| Villalón 22’, 28’ Gironella 61’ Mederos 68’ Veiga 70’ | Marcatori | 50’ Souza 55’ Valentine |

## Statistiche

### Classifica marcatori
4 reti
- Adalberto López

2 reti
- Angel Segura

1 rete
- Manuel Brioso
- Carlos Septién
- Rodrigo Ruíz
- Ed Souza
- Ed Valentine